# Tilisarao
Tilisarao (do indígeno Quichua: Região do milho selvagem) (ou Renca Nuevo) é uma pequena cidade ao nordeste da Província de San Luis, no centro do vale de Concaran Argentina.
Está a uma altitude de  751 m e tem uma população de 6.500 Habitantes (dados de 2003).